# Torremolinos 73
Torremolinos 73 es una película de coproducción hispano-danesa escrita y dirigida por Pablo Berger en 2002 y protagonizada por Javier Cámara y Candela Peña. Se estrenó en cines españoles en abril de 2003. En México fue distribuida bajo el título Por no quedar pobre.

## Argumento
Alfredo es un vendedor de enciclopedias que ve cómo su trabajo se viene abajo por culpa de la irrupción de los coleccionables. Don Carlos (Juan Diego), director de Producciones Montoya y jefe de Alfredo, les propone a él y su mujer, Carmen (Candela Peña) grabar películas erótico-educativas en súper 8 para su venta en Escandinavia. Para ello, Alfredo recibe unas clases de dirección de cine por parte de un supuesto ayudante de Ingmar Bergman.
Mientras Alfredo se aficiona al cine de Bergman, Carmen, que desea tener un hijo, se convierte en una estrella del porno en Escandinavia, sin ni siquiera saberlo. Tras conocer la fama de sus películas en el norte de Europa, Alfredo decide escribir y grabar su propia película: Torremolinos 73, por lo que se desplazan a la ciudad malagueña de Torremolinos donde Magnus, (Mads Mikkelsen) y la propia Carmen protagonizan la película.
La película rodada por Alfredo López se estrenó con el nombre de "Aventuras y desventuras de una viuda muy cachonda" (Die Abenteuer und Unglücke einer geilen Witwe). Tuvo mucho éxito en países como Dinamarca.

## Reparto
| Intérprete        | Personaje             |
| ----------------- | --------------------- |
| Javier Cámara     | Alfredo López         |
| Candela Peña      | Carmen García         |
| Juan Diego        | Don Carlos            |
| Fernando Tejero   | Juan Luis             |
| Mads Mikkelsen    | Magnus                |
| Malena Alterio    | Vanessa               |
| Ramón Barea       | José Carlos Romerales |
| Nuria González    | Señora de Romerales   |
| Thomas Bo Larsen  | Dennis                |
| Tina Sáinz        | Doña Isabel           |
| Germán Montaner   | Señor Anasagasti      |
| Mariví Bilbao     | Señora de Anasagasti  |
| Ana Wagener       | Dependienta           |
| Jaime Blanch      | Ginecólogo            |
| Máximo Valverde   | Máximo Valverde       |
| Mariano Peña      | Camarero del Hotel    |
| Carmen Machi      | Clienta Peluquería    |
| Bjarne Henriksen  | Lauritz               |
| Diego Paris       | Novio                 |
| Ruth Lewin        | Recién casada         |
| Esther Ferre      | Prostituta            |
| Raquel Cabanillas | Bebé de Carmen García |

## Versión china
Telespan 2000 vendió los derechos de la película a la productora china Shenzhen Golden Coast Films que realizó en 2008 una versión china libremente inspirada en el guion original. Lleva el título Two Stupid Eggs y la dirigió un director chino conocido como Agan.

## Premios

### Premios Goya
Obtuvo cuatro nominaciones en la XVIII edición de los Premios Goya, aunque no ganó ninguno. Las nominaciones fueron:
- Mejor director novel: Pablo Berger
- Mejor guion original: Pablo Berger
- Mejor interpretación masculina protagonista: Javier Cámara
- Mejor interpretación masculina de reparto: Juan Diego

### Festival de Málaga
En el Festival de Cine de Málaga consiguió cuatro premios: 
- Mejor película
- Mejor director: Pablo Berger
- Mejor actor: Javier Cámara
- Mejor actriz: Candela Peña

### Festival de Toulouse
En el Festival de Cine Español Cinespaña de Toulouse ganó cinco premios:
- Mejor película
- Mejor actor: Javier Cámara
- Mejor actriz: Candela Peña
- Mejor fotografía: Kiko de la Rica
- Mejor guion: Pablo Berger